# Ірена Кшивицька
Ірена Кшивицька, до шлюбу Гольдберг, 28 травня 1899, Єнісейськ, Російська імперія — 12 липня 1994, Бюр-сюр-Іветт, Франція — польська феміністка, письменниця та перекладачка, пропагувала сексуальну освіту, контрацепцію та планування батьківства.

## Біографія
Народилась в родині польсько-єврейської лівої інтелігенції. Її батьки були соціалістичними активістами, засланими до Сибіру. Там народилася Ірена. Її батько, Станіслав Гольдберг, був лікарем, а мати стоматологинею. Під час заслання батько захворів на туберкульоз і помер через три роки після повернення до Польщі. Мати виховувала її в дусі толерантності та раціоналізму.
У 1922 році Ірена Гольдберг закінчила Варшавський університет за спеціальністю польська мова. Докторську дисертацію вона не завершила через конфлікт із керівником. В університеті опублікувала перший нарис Kiść bzu («Гілка бузку»).
У 1923 році одружилася з Єжи Кшивіцьким, сином соціолога та борця за права жінок Людвіка Кшивіцького. Незабаром після весілля Кшивицька поїхала на Корсику зі своїм коханим Вальтером Газенклевером, відомим німецьким поетом і драматургом. Народила синів Петра та Анджея. Вважала свій шлюб щасливим.

### Феміністична діяльність

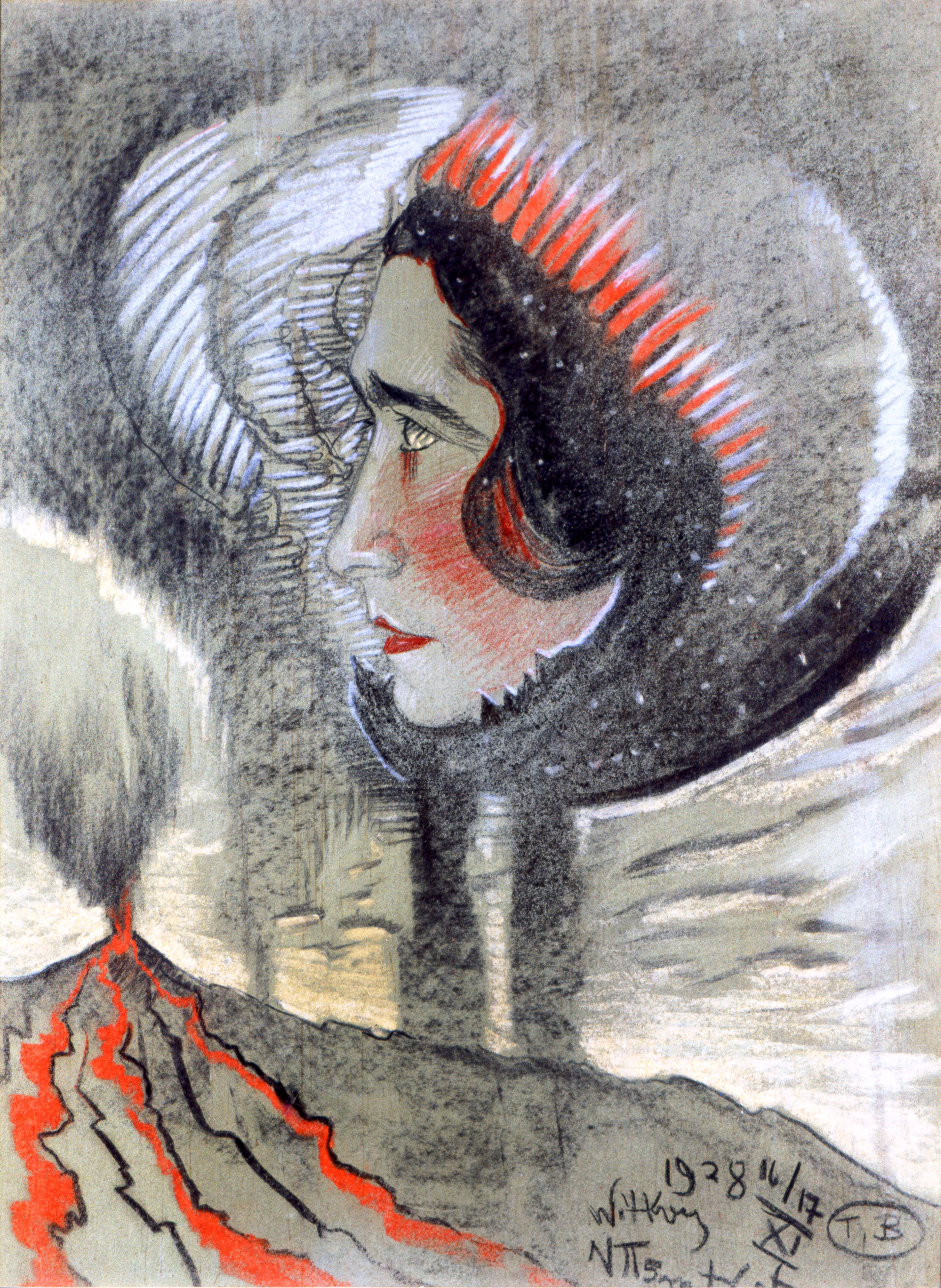
Ірена Кшивицька. Віткаці, 1928 рік

Ірена Кшивіцька була авторкою кількох романів та перекладених творів Веллса, Макса Фріша та Фрідріха Дюрренматта. Мала стосунки з Тадеушем Бой-Желенським. Робота Кшивицької щодо поширення знань про сексуальну освіту та контрацепцію зробила її найвідомішою феміністкою довоєнної Польщі. Вона говорила про аборти, жіночу сексуальність та гомосексуальність.
Кшивіцька з Бой-Желенським відкрили клініку у Варшаві, де безкоштовно надавали інформацію з планування сім'ї. Праві активісти стверджували, що Кшивіцька «шкодить нації».

### Друга світова та еміграція
Під час Другої світової війни та окупації Польщі Кшивіцькій довелося переховуватися під фальшивим ім'ям, оскільки її внесли до нацистського списку людей, позначених для знищення. Вона допомагала підпільній Армії Крайової в діях опору. Під час війни загинули троє з її близьких: чоловік (імовірно вбитий у Катинській різанині), Бой-Желенський (вбитий у Львові) та син Петро.
У 1945—1946 рр. Кживицька працювала у польському посольстві в Парижі, але врешті повернувся до Польщі. Вона виїхала з Польщі в 1962 році, щоб допомогти у кар'єрі свого сина, який отримав стипендію Фонду Форда. Вони їхали спочатку до Швейцарії, а потім до Франції. Довгий час вона жила в Буре-сюр-Іветте.

## Твори
- Pierwsza krew ('The First Blood'), Towarzystwo Wydawnicze «Rój», Warszawa 1933; since 1948 entitled Gorzkie zakwitanie ('Bitter Blooming'), reissued by Wydawnictwo Krytyki Politycznej, Warszawa 2008, ISBN 978-83-61006-30-5
- Sekret kobiety ('A Woman's Secret'), Towarzystwo Wydawnicze «Rój», Warszawa 1933
- Sąd idzie, reportaże sądowe ('The Court is Coming', court reports), Towarzystwo Wydawnicze «Rój», 1935, reissue «Czytelnik», Warszawa 1998 ISBN 83-07-02657-1
- Zwycięzka samotność. Kobieta szuka siebie ('Victorious Loneliness. A Woman in Search of Herself'), Towarzystwo Wydawnicze «Rój», Warszawa 1935
- Co odpowiadać dorosłym na drażliwe pytania ('How to Answer Thorny Questions from Adults'), essays, Towarzystwo Wydawnicze «Rój», 1936
- Ucieczka z ciemności ('Escape from Darkness'), novels, 1939
- Tajemna przemoc ('Secret Violence'), Wydawnictwo Awir, Katowice 1947
- Skuci i wolni ('Shackled and Free'), novels
- Rodzina Martenów ('The Marten Family'), Czytelnik, Warszawa 1947
- Bunt Kamila Martena ('The Rebellion of Kamil Marten'), Czytelnik, Warszawa 1948
- Siew przyszłości ('The Sowing of the Future'), Czytelnik, Warszawa 1953
- Dzieci wśród nocy ('Children at Night'), Czytelnik, Warszawa 1948
- Dr Anna Leśna ('Dr. Anna Leśna'), Czytelnik, Warszawa 1951
- Żywot uczonego. O Ludwiku Krzywickim ('The Life of a Scientist. About Ludwik Krzywicki'), Państwowy Instytut Wydawniczy, Warszawa 1951
- Wichura i trzciny ('The Gale and the Reeds'), Nasza Księgarnia, Warszawa 1959
- Wielcy i niewielcy ('The Great Ones and the Not So Great Ones'), memoirs, Czytelnik, Warszawa 1960
- Mieszane towarzystwo. Opowiadania dla dorosłych o zwierzętach ('A Mixed Company. Stories for Adults about Animals'), Czytelnik, Warszawa 1961, reissued 1997, ISBN 83-07-02574-5
- Miłość… małżeństwo… dzieci… ('Love… Marriage… Children…'), essays published in 1950—1962, Iskry, Warszawa 1962
- Wyznania gorszycielki ('Confessions of a Scandalous Woman'), autobiography, Czytelnik, Warszawa 1992, ISBN 83-07-02261-4
- Kontrola współczesności. Wybór międzywojennej publicystyki społecznej i literackiej z lat 1924—1939 ('Control of Contemporary Times. A Selection from Interwar Social and Literary Journalism, 1924—1939'), ed. Agata Zawiszewska, Wydawnictwo Feminoteki, Warszawa 2008, ISBN 978-83-924783-4-8